# آکلروهیدریا
آکلروهیدریا (انگلیسی: Achlorhydria) یا هیپوکلروهیدریا به حالت‌هایی گفته می‌شود که تولید اسید هیدروکلریک در ترشحات معده معده و سایر اندام‌های گوارشی به ترتیب وجود ندارد یا کم است. این اختلال با سایر مشکلات پزشکی دیگر همراه است.